# Hsiang Chun-hsien
Hsiang Chun-hsien (* 4. September 1993 in Liugui) ist ein taiwanischer Hochspringer.

## Sportliche Laufbahn
Erste internationale Erfahrungen sammelte Hsiang Chun-hsien im Jahr 2009, als er bei den Jugend-Asienspielen in Singapur mit übersprungenen 2,00 m den vierten Platz belegte. Im Jahr darauf gewann er bei den Juniorenasienmeisterschaften in Hanoi mit einer Höhe von 2,19 m die Bronzemedaille und qualifizierte sich damit für die Juniorenweltmeisterschaften in Moncton, bei denen er ohne eine gültige Höhe in der Qualifikation ausschied. Zudem nahm er an den erstmals ausgetragenen Olympischen Jugendspielen in Singapur teil und erreichte dort mit 2,11 m den sechsten Platz. Anschließend schied er bei den Asienspielen in Guangzhou mit 2,05 m in der Qualifikation aus. 2011 belegte er bei den Asienmeisterschaften in Kōbe mit 2,18 m den siebten Platz und 2012 gewann er bei den Juniorenasienmeisterschaften in Colombo mit 2,16 m erneut die Bronzemedaille und schied bei den Juniorenweltmeisterschaften in Barcelona mit 2,14 m in der Qualifikation aus.
2014 erreichte er bei den Hallenasienmeisterschaften in Hangzhou mit einer Höhe von 2,10 m Rang neun und anschließend nahm er erneut an den Asienspielen in Incheon teil, konnte dort aber keine Höhe überqueren. Im Jahr darauf gewann er bei den Asienmeisterschaften in Wuhan mit übersprungenen 2,24 m die Silbermedaille hinter dem Japaner Takashi Etō und sicherte sich anschließend bei der Sommer-Universiade in Gwangju mit neuem Landesrekord von 2,28 m die Bronzemedaille hinter dem Russen Daniil Zyplakow und Matúš Bubeník aus Slowenien. Damit qualifizierte er sich auch für die Weltmeisterschaften in Peking, bei denen er mit 2,22 m aber nicht das Finale erreichte. 2016 nahm er erstmals an den Olympischen Spielen in Rio de Janeiro teil, schied dort aber mit 2,17 m in der Qualifikation aus. 2017 belegte er bei den Asienmeisterschaften in Bhubaneswar mit 2,20 m den sechsten Platz und gewann anschließend bei den Studentenweltspielen in Taipeh mit 2,26 m die Bronzemedaille hinter dem Deutschen Falk Wendrich und Maro Fassinotti aus Italien.
2018 gelangte er bei seinen dritten Asienspielen in Jakarta das Finale, brachte dort aber keinen gültigen Versuch zustande. Im Jahr darauf erreichte er bei den Asienmeisterschaften in Doha mit übersprungenen 2,15 m Rang zwölf.

## Persönliche Bestzeiten
- Hochsprung: 2,29 m, 21. Oktober 2015 in Kaohsiung (taiwanesischer Rekord)
  - Hochsprung (Halle): 2,10 m, 16. Februar 2014 in Hangzhou (taiwanesischer Rekord)